# Allenport (Pensilvania)
Allenport es un borough ubicado en el condado de Washington en el estado estadounidense de Pensilvania. En el año 2000 tenía una población de 549 habitantes y una densidad poblacional de 108 personas por km².

## Geografía
Allenport se encuentra ubicado en las coordenadas 40°5′47″N 79°50′43″O / 40.09639, -79.84528.

## Demografía
Según la Oficina del Censo en 2000 los ingresos medios por hogar en la localidad eran de $28,462 y los ingresos medios por familia eran $32,250. Los hombres tenían unos ingresos medios de $28,438 frente a los $26,563 para las mujeres. La renta per cápita para la localidad era de $17,702. Alrededor del 7.8% de la población estaba por debajo del umbral de pobreza.